# Hamad Međedović
Hamad Međedović (ur. 18 lipca 2003 w Novim Pazarze) – serbski tenisista, reprezentant kraju w Pucharze Davisa.

## Kariera tenisowa
W rankingu juniorskim ITF klasyfikowany najwyżej na 9. pozycji.
Zawodowy tenisista od 2021 roku.
Finalista dwóch turniejów rangi ATP Tour w grze pojedynczej.
Od lutego 2023 Međedović jest reprezentantem Serbii w Pucharze Davisa.
W rankingu gry pojedynczej najwyżej był na 73. miejscu (17 lutego 2025), a w klasyfikacji gry podwójnej na 1267. pozycji (24 maja 2021).

### Finały w turniejach ATP Tour
| Legenda                                      |
| -------------------------------------------- |
| Wielki Szlem                                 |
| Igrzyska olimpijskie                         |
| Tennis Masters Cup / ATP Finals              |
| ATP Masters Series / ATP Tour Masters 1000   |
| ATP International Series Gold / ATP Tour 500 |
| ATP International Series / ATP Tour 250      |

#### Gra pojedyncza (0–2)
| Końcowy wynik | Nr | Data             | Turniej  | Nawierzchnia  | Przeciwnik       | Wynik finału |
| ------------- | -- | ---------------- | -------- | ------------- | ---------------- | ------------ |
| Finalista     | 1. | 9 listopada 2024 | Belgrad  | Twarda (hala) | Denis Shapovalov | 4:6, 4:6     |
| Finalista     | 2. | 16 lutego 2025   | Marsylia | Twarda (hala) | Ugo Humbert      | 6:7(4), 4:6  |